# Uda (Argeș)
Uda é uma comuna romena localizada no distrito de Argeş, na região de Muntênia. A comuna possui uma área de 81.25 km² e sua população era de 2227 habitantes segundo o censo de 2007.